# Neosybra kenyensis
Neosybra kenyensis är en skalbaggsart som beskrevs av Stefan von Breuning 1960. Neosybra kenyensis ingår i släktet Neosybra och familjen långhorningar.
Artens utbredningsområde är Kenya. Inga underarter finns listade i Catalogue of Life.